# Cão fueguino

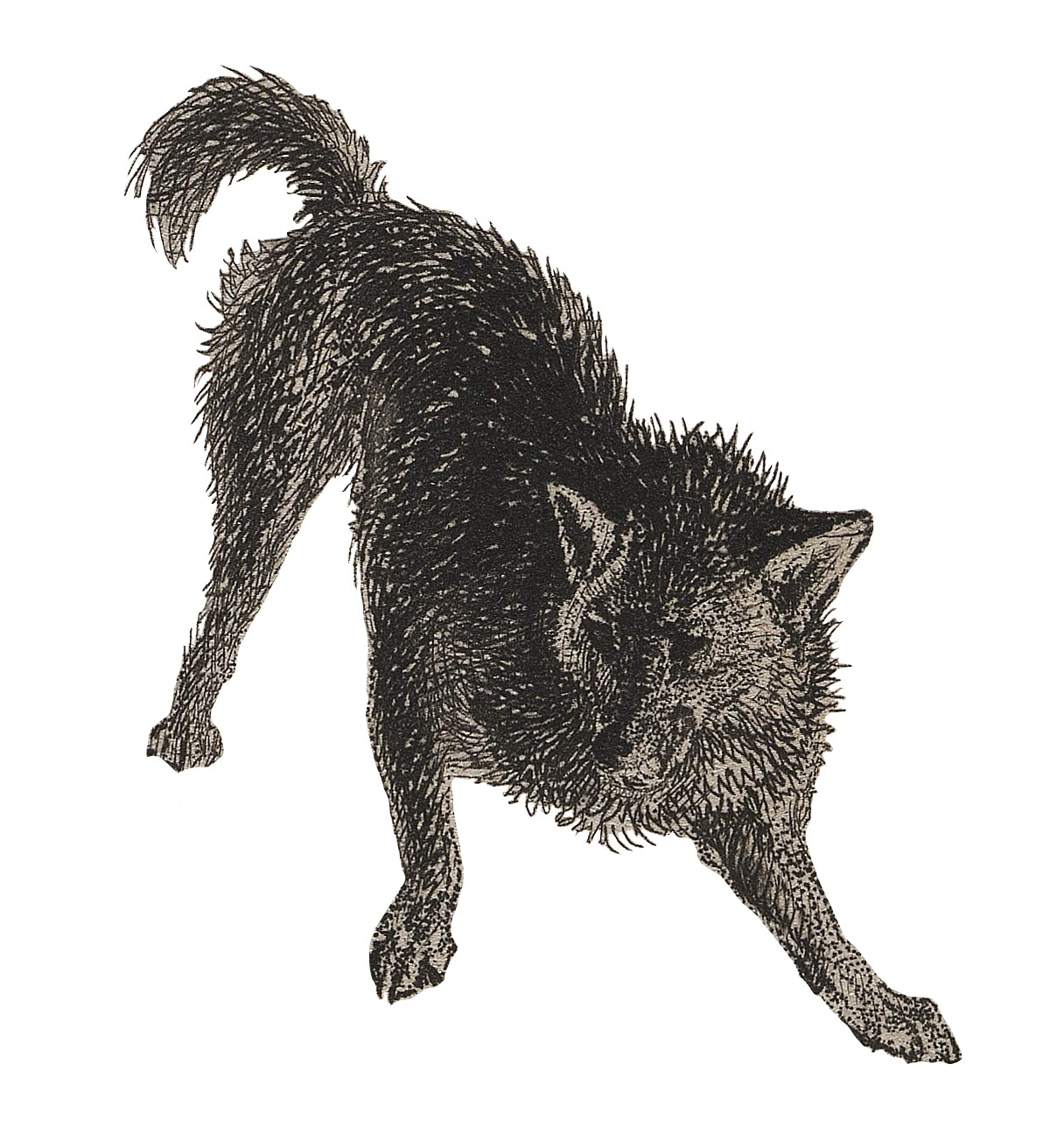
A interpretação de um artista de um cão fueguino

O cão fueguino, também conhecido como cão Yaghan, é uma raça canina extinta. Era na verdade uma variedade domesticada da raposa-andina (gênero Lycalopex), ao contrário das outras raças caninas que tem como ancestral o lobo-cinzento (gênero Canis).
Existem muito poucos espécimes remanescentes de cães fueguinos. Estes incluem um no Museu Salesiano Maggiorino Borgatello no Chile, e outro no Museu Regional de Fagnano, na Terra do Fogo, Argentina.

## Características
O cão fueguino tinha orelhas eretas, focinho afiado, cauda grossa e tinha pelagem de cor amarelada ou inteiramente branca. As imagens remanescentes mostram que eles se assemelhavam com a raposa-andina, que pesa de 5 a 13,5 kg e é aproximadamente do tamanho de um pastor-de-shetland. Os gaúchos chamavam eles de "cães-guará" por causa de sua semelhança com os lobos-guarás. Lucas Bridges descreveu os animais como "um cruzamento atrofiado entre um pastor-alemão e um lobo ".[citação completa necessária]
Foi descrito pelo navegador francês Louis-Ferdinand Martial, que chefiou a expedição científica de 1883 ao Cabo Horn, como “feio, com longos cabelos fulvos e focinho pontudo, parecendo uma raposa”. 

## Comportamento
Embora a distribuição do cão fueguino correspondesse à do povo Yaghan, indicando que acompanhavam os nativos, os animais individuais não eram leais aos seus donos humanos. Julius Popper destacou a falta de lealdade do canídeo: "Nunca os vi, por maior que seja, tomar uma atitude agressiva ou defender seus senhores quando estes estavam em perigo".

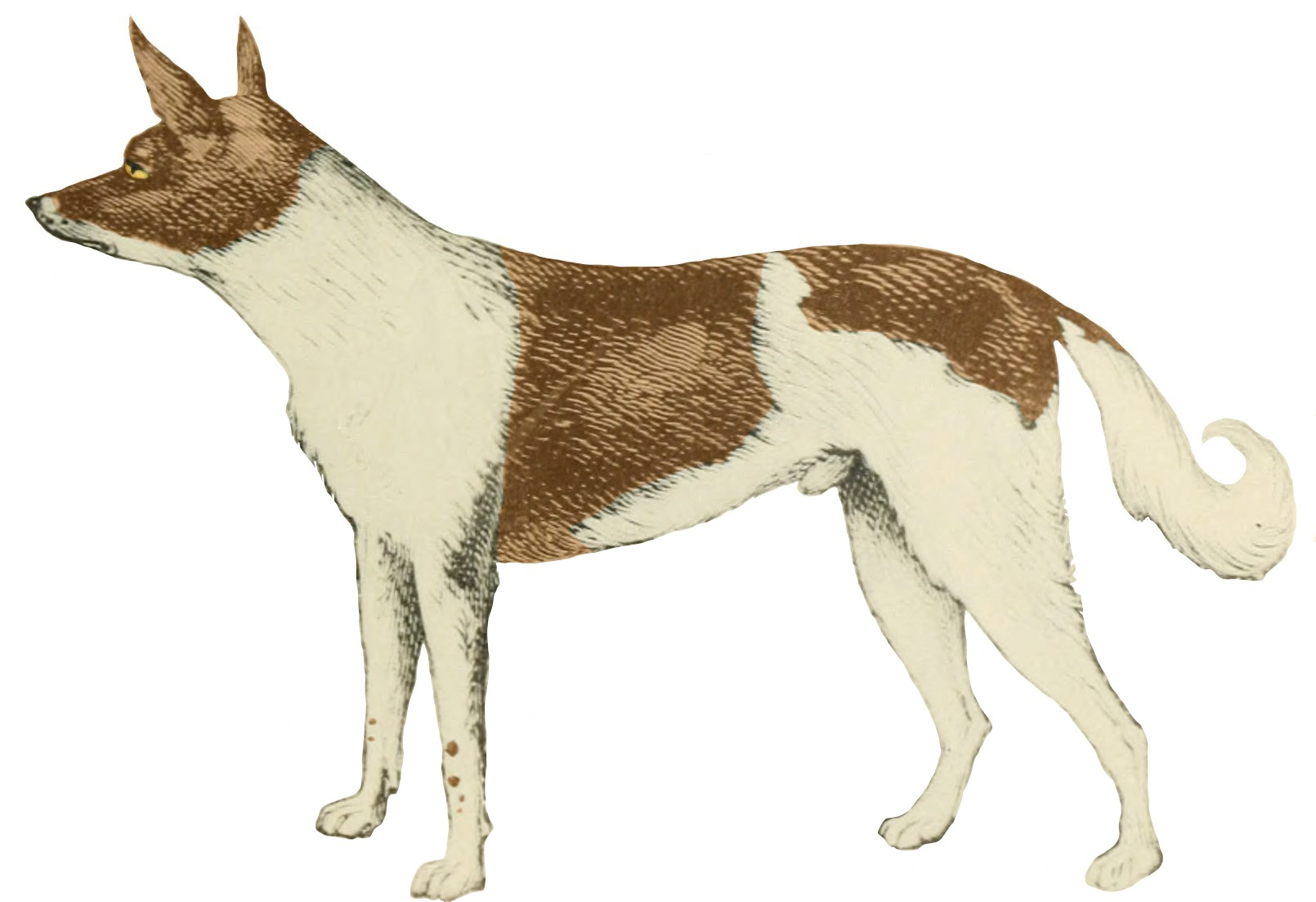
A interpretação de outro artista de um cão fueguino

## Usos
Os cães fueguinos não eram usados para caçar o guanaco. No entanto, eles podem ter sido úteis para caçar lontras. E também eram úteis para os humanos, pois se reuniam em torno de seus donos para mantê-los aquecidos. Isso foi notado por Julius Popper: “Os cachorros se agruparam ao redor dos pequenos Onas, tomando a forma de uma espécie de embrulho. Minha opinião é que os cães fueguinos só servem para completar a vestimenta defeituosa do índio, ou melhor, como aquecedores".

## Extermínio
Em 1919, quando o missionário da Silésia Martin Gusinde visitou os Yaghans, ele percebeu que seus cães haviam sumido. Foram exterminados porque “eram perigosos para os homens e o gado”. Sua natureza feroz também foi observada por Thomas Bridges na década de 1880, que escreveu que eles atacaram as cabras de sua missão.